# 岐阜中2少女殺害事件
岐阜中2女子殺害事件（ぎふ ちゅうにじょし さつがいじけん）とは、2006年（平成18年）4月21日、岐阜県中津川市内の空き店舗で、中津川市立第二中学校の中学二年生女子生徒（19日夕方から行方不明）が他殺体となって発見された事件である。原因は痴情のもつれとされていたが、のちに親族がそれを強く否定している。

## 発生時刻
岐阜県警察本部と中津川警察署の特別捜査本部は、女子中学生が死亡したのは「男子生徒の供述から、19日午後6時30分頃と推定される」と発表した。

## 事件経緯
19日夕方
女子中学生は、JR中津川駅近くのアピタ中津川店で友人と別れたあと、持っていた携帯電話から自宅に「もうすぐ帰る」と言い残して、消息が分からなくなった。家族は心配をして携帯電話に電話をかけ続けたが繋がらず、19日夜に中津川署に捜索願を出していた。
21日
女子中学生を捜していた中津川署員が、以前から若者達のたまり場となっていた空き店舗（元パチンコ店）を捜索したところ、頭から血を流し、首を布で絞められた状態で倒れている女子中学生を発見した。すでに死亡しており、持っていたはずの携帯電話が無くなっていた。
- 致命傷は、首を絞められたことによる窒息死（絞殺）。発見時、首に布のようなものが巻かれた状態で、布で首を絞められたことが致命傷であった。また、頭部に棒のようなもので殴打された痕が数か所確認された。

岐阜県警察本部と中津川警察署は殺人事件と断定し、中津川署に特別捜査本部を設置、捜査を開始した（現場から携帯電話がなくなっていたことから、顔見知りの犯行と推定）。
付近の聞き込みから、「不審な若い男」の存在が判明。この男の行方を追う。
- 死亡推定時刻である19日夕方に、「現場近くで、不審な若い男と女子中学生が話している」のを目撃した者がいた。

22日未明
女子中学生の交友関係から、15歳の岐阜県立坂下高等学校一年生の男子生徒が浮かび、中津川署で任意で事情を聞いたところ、女子中学生を殺害したことを認めたため、緊急逮捕した。女子中学生の携帯電話は空き店舗2階の北側の壁に据え付けられた棚の引き出しの中から発見された。
22日午前4時
岐阜県警が記者会見を開き、犯人は15歳の高校一年生の男子生徒と発表。男子生徒は女子中学生と同じ中学校を同年3月に卒業したばかりだった。また、この少年は別の16歳女性との間にも2歳の子供がいる。
23日
岐阜県警が殺人容疑で男子生徒を岐阜地検多治見支部に送検した。男子生徒は事件が起きる3日前の16日に、中学校時代に着ていたジャージーを渡すために女子中学生と空き店舗で待ち合わせる約束をしたと説明。その際に交際上のトラブルが発生したことをほのめかし、「一人でやった。最初から殺すつもりだった」と供述している。
24日
男子生徒は岐阜県警の調べに対し、けんかになり女子中学生の首を絞めた後、いったん思いとどまったが、再び口論になり、「かっとなって、もう一度、首を絞めた」と供述している。調べによると、男子生徒は19日夕、空き店舗で女子中学生と待ち合わせ、合流した。室内で話すうち、交際を巡って喧嘩となり、空き店舗内にあった宣伝用ののぼりとみられる布で女子中学生の首を絞めたが、途中でやめて女子中学生と再び話しを始めた。しかし、またしても口論となり、空き店舗内にあった角材で頭部を殴るなどし、布で再び首を絞めて殺害したとされる。一連の犯行はおよそ30分程度の時間で行われたという。
- 2ちゃんねるなどの掲示板上に、加害者のブログから顔写真や氏名や経歴などが貼られた。すぐに岐阜地方法務局より、加害者情報の削除が依頼された。

## その他

### 事件のあった空き店舗
- 3階建てのお城風の建物で、1階部分はパチンコ店、2階部分はイベントホール（250席）になっていた[13]。
- 会社が倒産して、2001年（平成13年）以降、放置されたままとなっていた[13]。
- 出入口が壊されて、誰でも簡単に出入りすることができた[13]。
- 事件以前から、若者の溜り場になっていた[13]。目撃した地域住民が中津川警察署に危険箇所として申し出るも、警察はその周辺をパトロールするのみであった[13]。
- 現在の所有者は、「盗まれるようなものはない」とコメントしている。
- 事件後、正面のガラス破損部などに板を張り付け、入り口シャッターを溶接するなど、当時の所有者が応急処置をした。
- 2006年11月から、建物は取り壊しが始まった。

### 空き店舗画像の掲示板掲載騒動
- 少女が行方不明になった4月19日に、インターネットの電子掲示板『画像掲示板画夢洒裸』において、当事件があった空き店舗の画像が「ここがどこだか分かるかな?」といった内容のコメントとともに、何者かによって投稿された。
- その後、当事件が発覚。「偶然としてはできすぎている状況」に、「投稿者が容疑者ではないか?」とネットコミュニティ内は騒然となり、この事態は全国紙の新聞でも取り上げられ、論議となった。
- 画像を投稿した本人は、この状況に「犯人は私ではない」と釈明した。容疑者が逮捕された後も、画像の投稿者が容疑者であったかどうか判明していない。

## 事件全記録廃棄
2022年10月、岐阜家庭裁判所は保存期間満了後に2017年9月にすべての記録を廃棄していたことが報道機関の取材により発覚した。
廃棄時の管理職は、本事件記録が廃棄対象であったことを廃棄決裁の際に担当職員から聞いていたが、2項特別保存に付すかどうかの判断は、当事者からの要望がない限りは事件が終局した段階で行うものと言う認識であった。
そのため、廃棄時に特別保存するかの検討がされず、所長に諮られることなく廃棄された。